# Contea di Boone (Arkansas)
La contea di Boone, in inglese Boone County, è una contea dello Stato dell'Arkansas, negli Stati Uniti. La popolazione al censimento del 2000 era di 33 948 abitanti. Il capoluogo di contea è Harrison.

## Geografia fisica
La contea di Boone si trova nella parte settentrionale dell'Arkansas. L'U.S. Center Bureau certifica che l'estensione della contea è di 1559 km², di cui 1531 km² composti da terra e i rimanenti 28 km² composti di acqua.

### Contee confinanti
- Contea di Taney (Missouri) - nord
- Contea di Marion (Arkansas) - est
- Contea di Searcy (Arkansas) - sud-est
- Contea di Newton (Arkansas) - sud
- Contea di Carroll (Arkansas) - ovest

## Principali strade ed autostrade
- U.S. Highway 62
- U.S. Highway 412
- Highway 7
- Highway 14
- Highway 43

## Storia
La contea di Boone fu costituita il 9 aprile 1869.

## Città e paesi
| - Alpena - Bellefonte - Bergman - Capps - Diamond City - Everton - Harrison | - Lead Hill - Olvey - Omaha - South Lead Hill - Valley Springs - Zinc |